# 松平康元

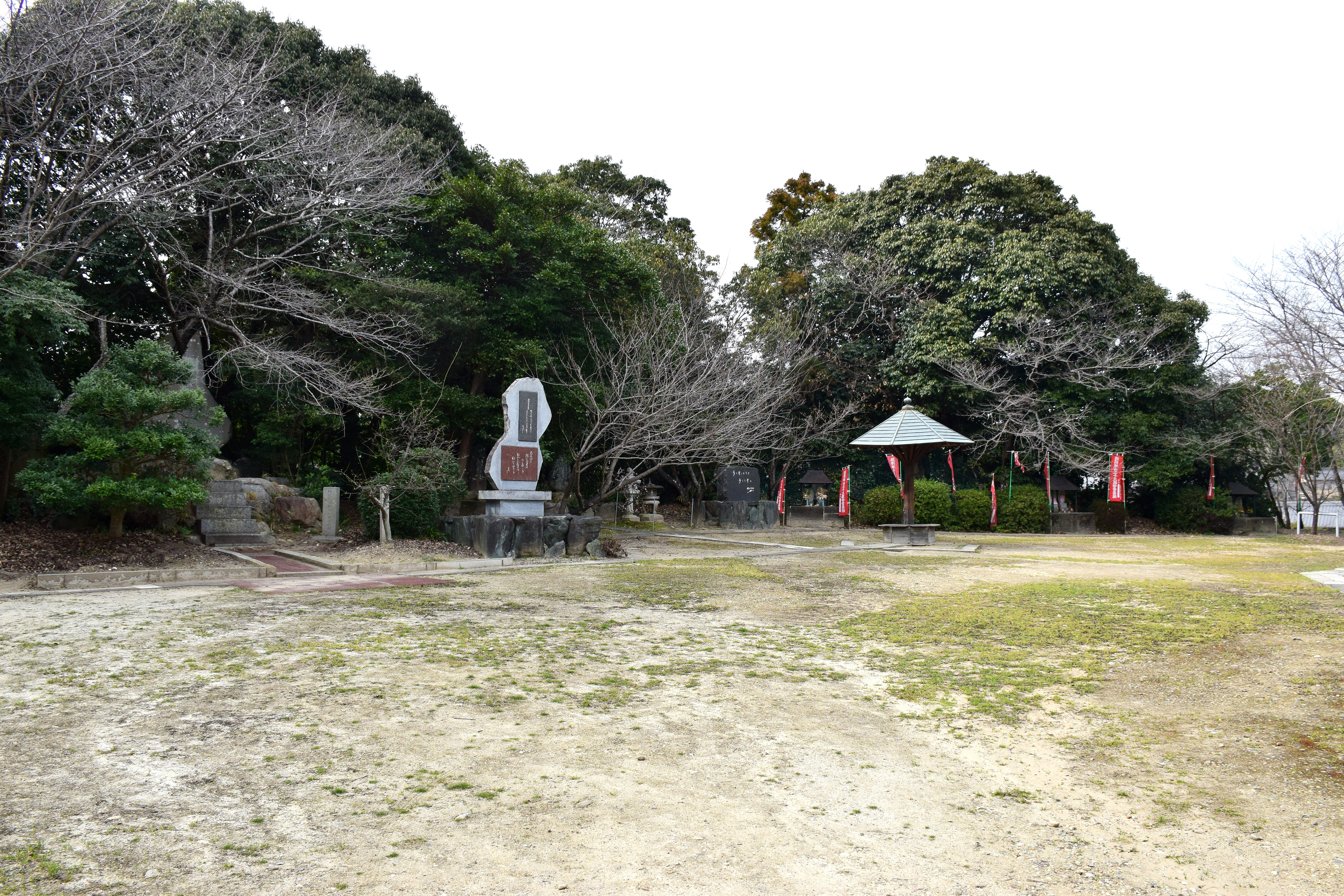
生誕地の坂部城址

松平 康元（まつだいら やすもと）は、戦国時代から江戸時代初期にかけての武将・大名。徳川家康の異父弟。

## 略歴
久松俊勝の次男として尾張国阿古居城（現在の愛知県知多郡阿久比町）にて誕生。
永禄3年（1560年）3月、異父兄・家康と会見して康元と改名し、それに伴い松平姓を下賜（かし）されたという（『寛政譜』他）。永禄5年（1562年）上ノ郷城主となる。天正18年（1590年）落城後の小田原城の守備にあたり、同年下総国関宿藩2万石の所領を与えられ、天正19年（1591年）には4万石に加増された。慶長5年（1600年）の関ヶ原の戦いでは、家康の代理として江戸城の留守居役を務めている。
慶長8年（1603年）に死去した。享年52。嫡男の忠良が家督を継いだ。

## 系譜
康元の娘の多くは異父兄の徳川家康の養女となり、有力大名家へ政略結婚で嫁ぎ、徳川家の権力基盤の安定の基となった。男子らは親族として適当であったのであろう、各々が従兄弟にあたる徳川御三家や駿河大納言徳川忠長に配属された。康元の家は子や孫の代で大きく所領を減らし大名ですらなくなるが、もし穏当に存続できていれば、弟の定勝の系統のように幕府内でももっと重く用いられた家系であったはずであろうと推測される。
- 父：久松俊勝（大永6年（1526年） - 天正15年（1587年））
- 母：於大の方（享禄元年（1528年） - 慶長7年（1602年）） - 水野忠政娘
- 異母兄弟
  - 男子：久松信俊
  - 女子：一色詮勝室
- 異父兄：徳川家康
- 室：不詳
- 子女（男子）
  - 長男：松平忠良（天正10年（1582年） - 寛永元年（1619年））
  - 男子：松平政良 - 将軍徳川家光の弟の駿河藩主徳川忠長の家臣。忠長改易の際に牢人。
  - 男子：松平康久 - 尾張藩徳川義直の家臣。
  - 四男：松平宣助（良助）（? - 明暦元年（1655年）） - 紀州藩徳川頼宣の家臣。
  - 男子：慶存 - 品川海晏寺の住職
- 子女（女子）
  - 女子：洞仙院 - 家康養女、岡部長盛継室
  - 女子：流光院 - 家康養女、菅沼定仍正室
  - 女子：満天姫（天正17年（1589年）? - 寛永15年（1638年）） - 葉縦院、家康養女、福島正之正室のち津軽信枚正室
  - 女子：久松院 - 家康養女、田中忠政正室のち松平成重継室
  - 女子：祥室院 - 家康養女、大須賀忠政正室のち菅沼定芳正室
  - 女子：浄明院 - 家康養女、中村一忠正室のち毛利秀元継室

## 家臣
- 坂部勝之（坂部弥内、家康より付属されて家老となり、姉川の戦い・三方ヶ原の戦い等で活躍した）